# Lignan-sur-Orb
Lignan-sur-Orb é uma comuna francesa na região administrativa de Occitânia, no departamento de Hérault. Estende-se por uma área de 3,41 km². Em 2010 a comuna tinha 3 294 habitantes (densidade: 966 hab./km²).